# Martin McCann
Martin McCann, född 20 juli 1983 i Belfast, är en brittisk skådespelare.
McCann har bland annat medverkat i TV-serien Blue Lights. Han har även medverkat i filmerna Here Before och Last Sentinel.

## Filmografi (i urval)
- 2020 – Wildfire
- 2021 – Here Before
- 2023 – Last Sentinel
- 2023 – Blue Lights (TV-serie)
- 2025 – Trespasses (TV-serie)